# Gap de Haldane
Pour les articles homonymes, voir Haldane.
Le gap de Haldane est une bande d'énergie interdite (gap en anglais) entre l'état fondamental de type singulet d'une chaîne antiferromagnétique de spins quantiques entiers et son premier état excité de type triplet. Cette bande d'énergie interdite a été prédite théoriquement, par Duncan Haldane en 1983 en montrant que la limite continue de la chaîne de spin entier est décrite par le modèle sigma non linéaire de symétrie O(3). Le groupe de renormalisation prédit que ce modèle présente un gap au-dessus de son état fondamental. L'existence
du gap de Haldane a été ensuite vérifiée par Botet et Jullien, dans le cas d'une chaîne de spin-1.
Pour la chaîne de spin-1, la largeur  du gap vaut {\displaystyle \Delta \simeq 0.41J}, où {\displaystyle J} est la constante
d'échange entre spins premier voisins. Lorsque le spin {\displaystyle S} entier augmente, cette largeur décroît rapidement et tend vers zéro pour {\displaystyle S\to +\infty }. Dans le cas de chaînes de spin demi entier impair, un terme topologique, dans le modèle sigma non-linéaire conduit à l'apparition d'excitations avec une dispersion linéaire et un état Liquide de Luttinger décrit par une algèbre de Kac-Moody SU(2) de niveau 1.
Expérimentalement, le gap de Haldane est observé dans plusieurs matériaux plus ou moins anisotropes à base de nickel
(les ions {\displaystyle {\ce {Ni^{2+}}}} se comportant effectivement comme des spins 1).
On peut citer {\displaystyle {\ce {CsNiCl_3}}}, {\displaystyle {\ce {Ni(C_2H_8N_2)_2NO_2ClO_4}}} (abrégé NENP),,, {\displaystyle {\ce {Ni(C_5H_{14}N_2)_2N_3PF_6}}} (abrégé NDMAP), {\displaystyle {\ce {Ni(C_5H_{14}N_2)_2N_3ClO_4}}} (abrégé NDMAZ), {\displaystyle {\ce {Ni[(CH_3)_4N](NO_2)_3}}} (abrégé TMNIN) ou encore {\displaystyle {\ce {Y_2BaNiO_5}}}.
La présence de la fente énergétique se traduit par une susceptibilité magnétique tendant vers zéro à basse température, par une composante thermiquement activée dans la chaleur spécifique et le taux de relaxation {\displaystyle 1/T_{1}} de la résonance magnétique nucléaire, et enfin par une décroissance exponentielle des fonctions de corrélations spin-spin qui peut être observée par diffraction neutronique.
Sous l'effet d'un champ magnétique {\displaystyle {\vec {B}}}, tel que {\displaystyle g\mu _{B}B>\Delta } l'énergie des excitations triplet peut être suffisamment abaissée pour permettre leur condensation. À température suffisamment élevée pour que les effets des interactions d'échange  interchaîne soient négligeables, il en résulte la formation d'un liquide de Luttinger. À température plus basse, le couplage interchaîne stabilise un état de Néel, l'aimantation des sous réseaux étant dans le plan orthogonal au champ magnétique.
Du point de vue théorique, l'existence du gap de Haldane est liée à la formation d'un ordre topologique caché dans les chaînes de spins antiferromagnétiques entier appelé ordre VBS (pour "Valence-Bond Solid") et associé à une brisure de symétrie discrète.
Un modèle de chaîne de spin-1 exactement soluble qui possède cet ordre caché a été introduit par Affleck, Kennedy, Lieb et Tasaki en 1987. Dans le cas d'une chaîne de spin-1, son Hamiltonien s'écrit  
{\displaystyle H=J\sum _{n}\left[{\vec {S}}_{n}\cdot {\vec {S}}_{n+1}+{\frac {1}{3}}({\vec {S}}_{n}\cdot {\vec {S}}_{n+1})^{2}\right]}, 
et ne diffère du Hamiltonien de Heisenberg que par un terme biquadratique.
L'état fondamental de la chaîne d'Affleck Kennedy Lieb et Tasaki peut être représenté au moyen de bosons de Schwinger. Les fonctions de corrélations des spins peuvent être calculées exactement et décroissent exponentiellement avec la distance. Qualitativement, on peut se représenter l'état fondamental de cette chaîne de la façon suivante. Sur chaque site chaque spin 1 est vu comme une paire de spins-1/2, et ces spins 1/2 sont appariés avec les spins 1/2 situés sur les sites proches voisins, l'un avec un spin 1/2 situé à sa droite, l'autre avec un spin-1/2 situé à sa gauche pour former des singulets de spin. De cette façon, tous les spins 1/2 appartiennent à un singulet de spin mais l'invariance par translation est maintenue.